# Scotinomys xerampelinus
Scotinomys xerampelinus is een zoogdier uit de familie van de Cricetidae. De soort komt voor in Midden-Amerika

## Naamgeving
De wetenschappelijke naam van de soort werd voor het eerst geldig gepubliceerd door Bangs in 1902.

## Verspreiding
Scotinomys xerampelinus bewoont nevelwouden en páramo van 2.200 tot 2.900 meter hoogte. Het verspreidingsgebied loopt omvat de Cordillera de Talamanca in het zuiden van Costa Rica en het westen van Panama. De soort komt in dit gebied samen voor met de kleinere verwant Scotinomys teguina.

## Leefwijze
Dit knaagdier voedt zich vooral met insecten en met name kevers. Scotinomys xerampelinus is met name dagactief. Het is een solitair dier dat op de grond leeft.